# Символика районов Вологодской области

Символика районов Вологодской области — гербы и флаги муниципальных районов Вологодской области.
| Муниципальный район   | Герб                                | Флаг                                |
| --------------------- | ----------------------------------- | ----------------------------------- |
| Бабаевский            | Герб Бабаевского района             | Флаг Бабаевского района             |
| Бабушкинский          | Герб Бабушкинского района           | Флаг Бабушкинского района           |
| Белозерский           | Герб Белозерского района            | Флаг Белозерского района            |
| Вашкинский            | Герб Вашкинского района             | Флаг Вашкинского района             |
| Великоустюгский       | Герб Великоустюгского района        | Флаг Великоустюгского района        |
| Верховажский          | Герб Верховажского района           | Флаг Верховажского района           |
| Вожегодский           | Герб Вожегодского района            | Флаг Вожегодского района            |
| Вологодский           | Герб Вологодского района            | Флаг Вологодского района            |
| Вытегорский           | Герб Вытегорского района            | Флаг Вытегорского района            |
| Грязовецкий           | Герб Грязовецкого района            | Флаг Грязовецкого района            |
| Кадуйский             | Герб Кадуйского района              | Флаг Кадуйского района              |
| Кирилловский          | Герб Кирилловского района           | Флаг Кирилловского района           |
| Кичменгско-Городецкий | Герб Кичменгско-Городецекого района | Флаг Кичменгско-Городецекого района |
| Междуреченский        | Герб Междуреченского района         | Флаг Междуреченского района         |
| Никольский            | Герб Никольского района             | Флаг Никольского района             |
| Нюксенский            | Герб Нюксенского района             | Флаг Нюксенского района             |
| Сокольский            | Герб Сокольского района             | Флаг Сокольского района             |
| Сямженский            | Герб Сямженского района             | Флаг Сямженского района             |
| Тарногский            | Герб Тарногского района             | Флаг Тарногского района             |
| Тотемский             | Герб Тотемского района              | Флаг Тотемского района              |
| Усть-Кубинский        | Герб Усть-Кубинского района         | Флаг Усть-Кубинского района         |
| Устюженский           | Герб Устюженского района            | Флаг Устюженского района            |
| Харовский             | Герб Харовского района              | Флаг Харовского района              |
| Чагодощенский         | Герб Чагодощенского района          | Флаг Чагодощенского района          |
| Череповецкий          | Герб Череповецкого района           | Флаг Череповецкого района           |
| Шекснинский           | Герб Шекснинского района            | Флаг Шекснинского района            |